# Le Cellier

Localització de Le Cellier

Le Cellier (en gal·ló L'Çelier) és un municipi francès, situat a la regió de país del Loira, al departament de Loira Atlàntic, que històricament va formar part de la Bretanya. L'any 2006 tenia 3.558 habitants. Limita amb Mauves-sur-Loire, Saint-Mars-du-Désert, Ligné, Couffé i Oudon a Loira Atlàntic, La Varenne a Maine i Loira.

## Demografia
| 1962                                       | 1968  | 1975  | 1982  | 1990  | 1999  |
| ------------------------------------------ | ----- | ----- | ----- | ----- | ----- |
| 1.836                                      | 1.844 | 2.035 | 2.681 | 3.139 | 3.448 |
| Des de 1962: població sense dobles comptes |       |       |       |       |       |

## Administració
| Període   | Identitat               | Partit        |
| --------- | ----------------------- | ------------- |
| 1977-2008 | Philippe des Jamonières |               |
| 2008-2014 | Gilles Bourdu           | Divers gauche |
| 2014-     | Philippe Morel          |               |

## Personatges cèlebres
- Louis de Funès actor còmic

## Galeria d'imatges

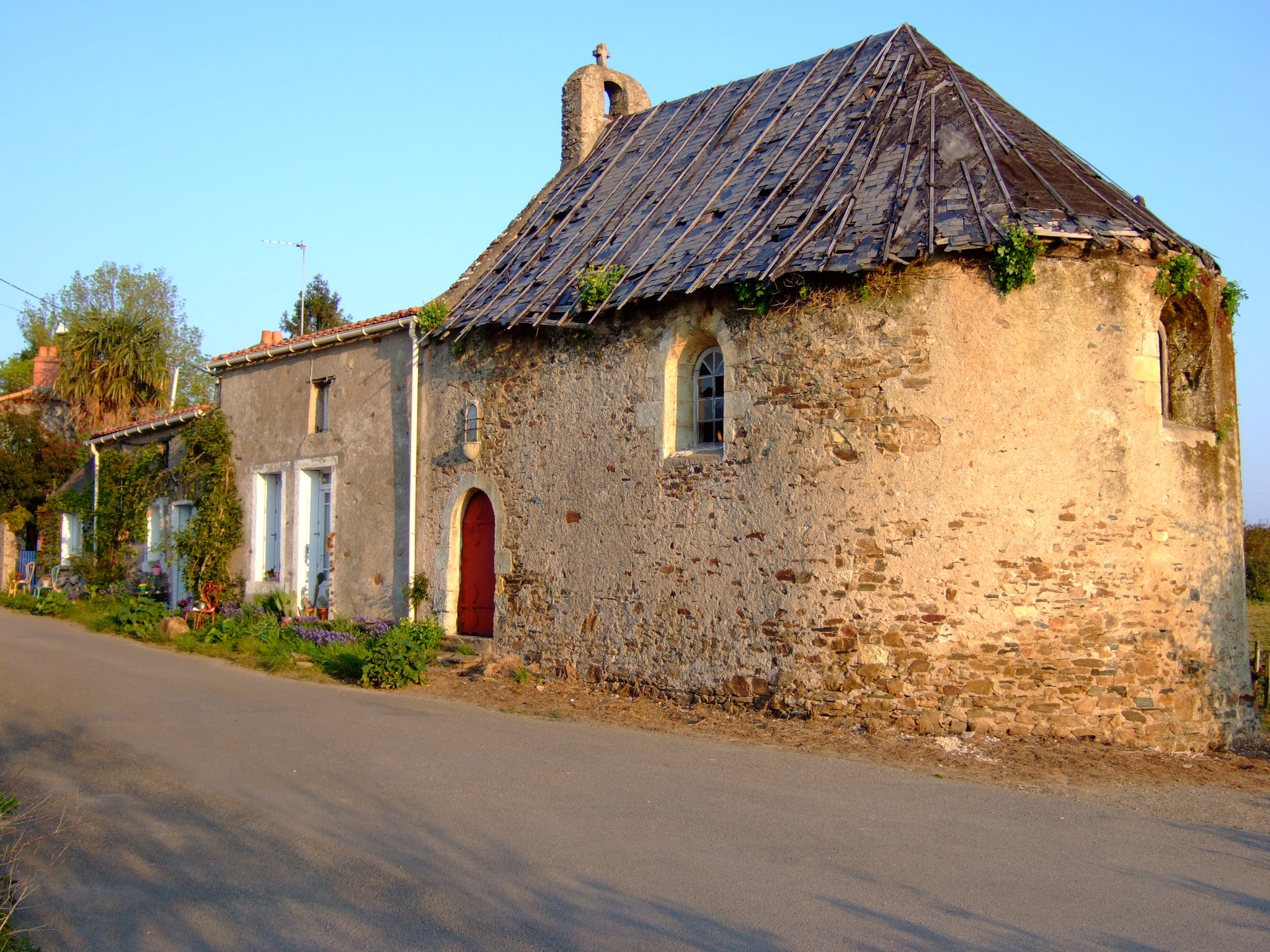
La capella Saint-Méen
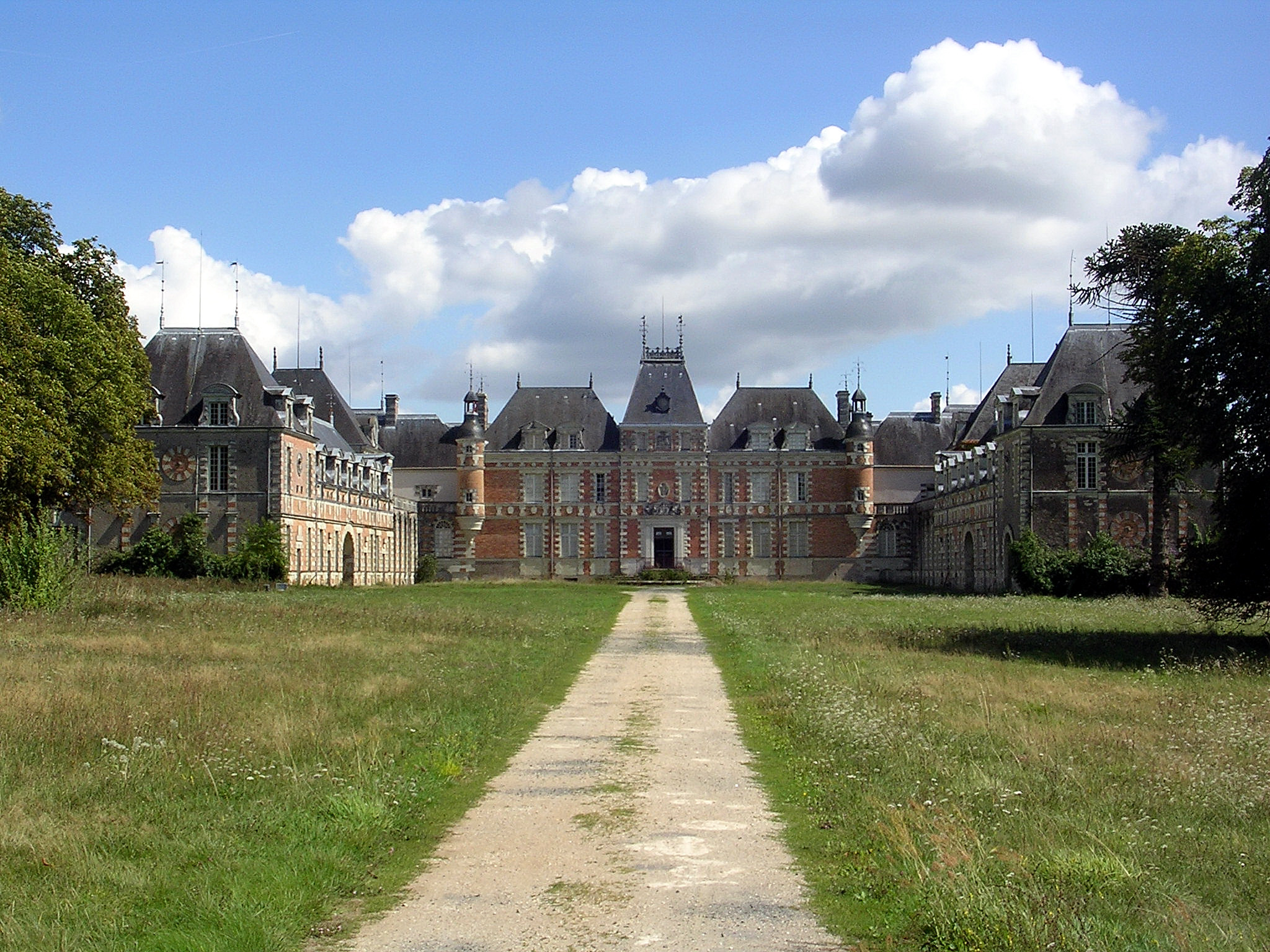
Castell de Clermont
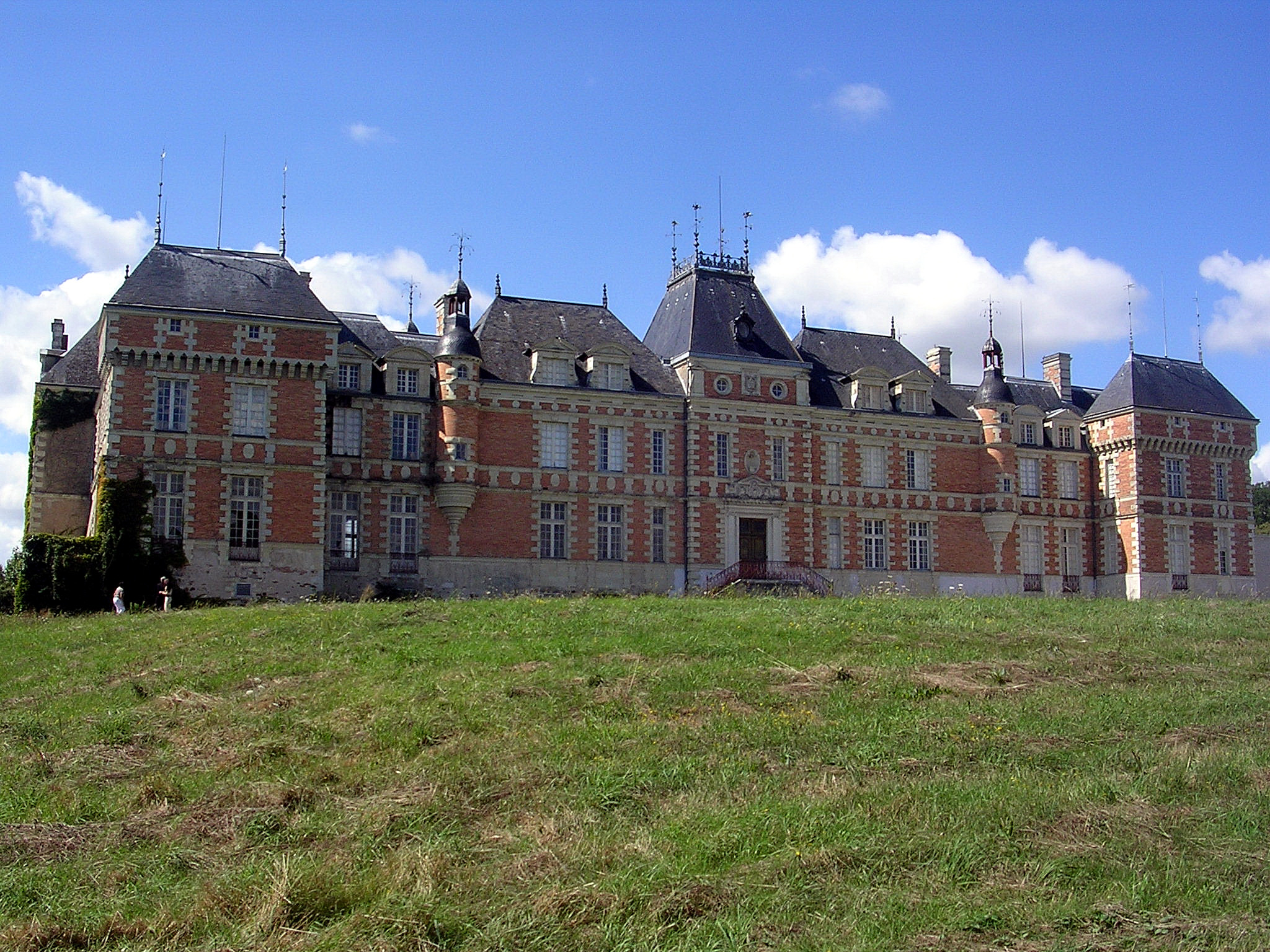
Castell de Clermont
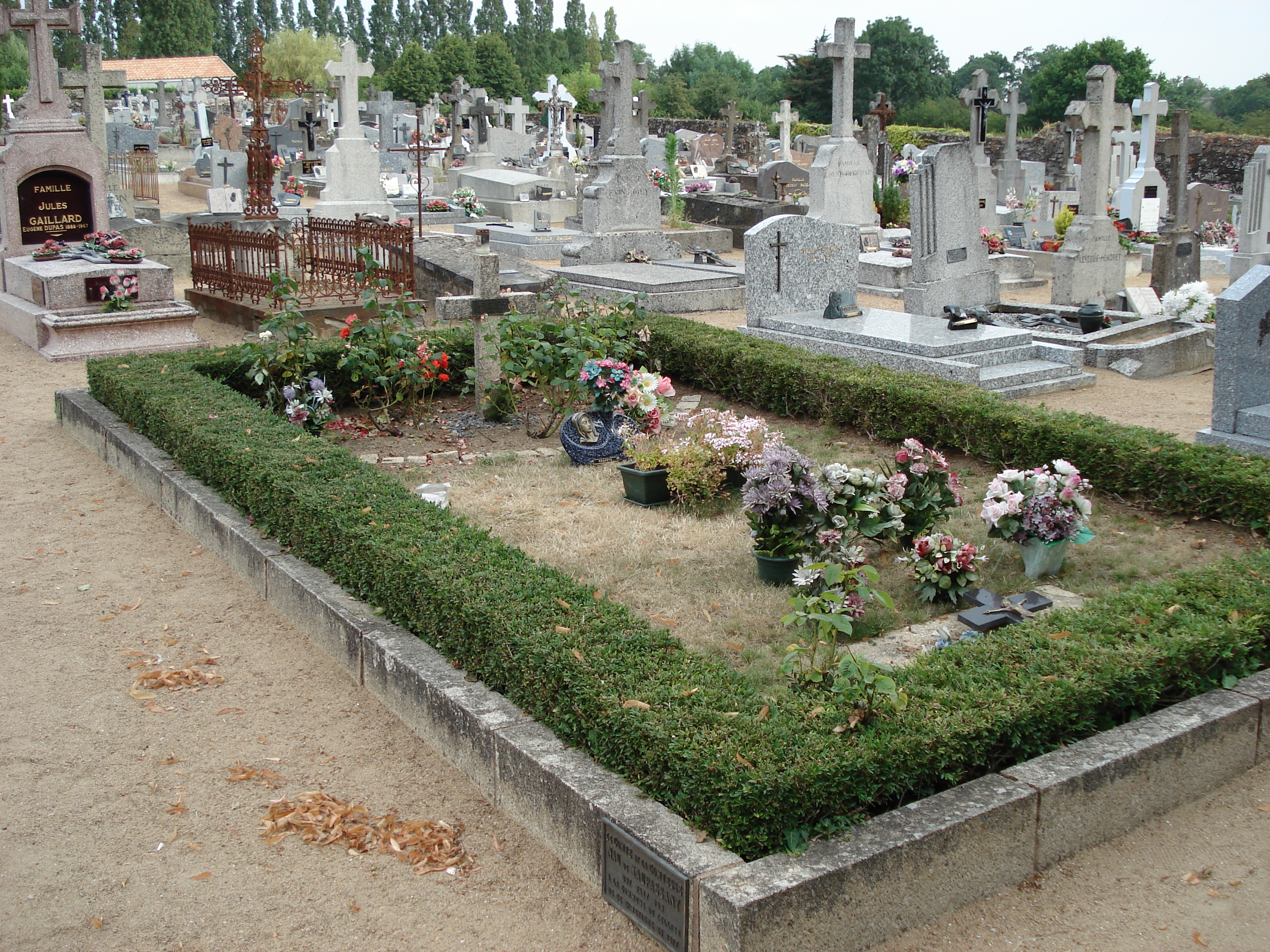
Tomba de Louis de Funès
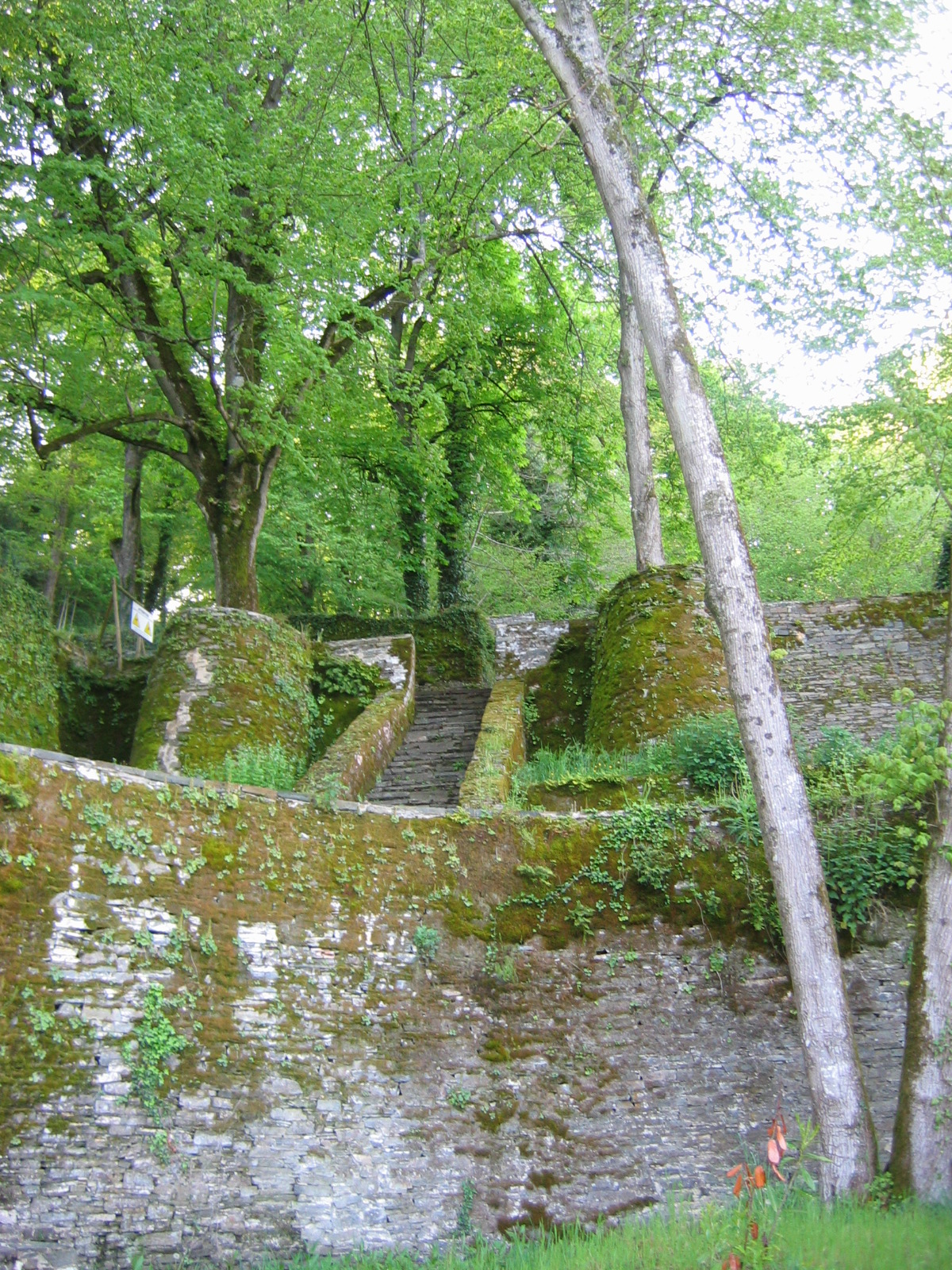